# Natuurpark Valles Occidentales

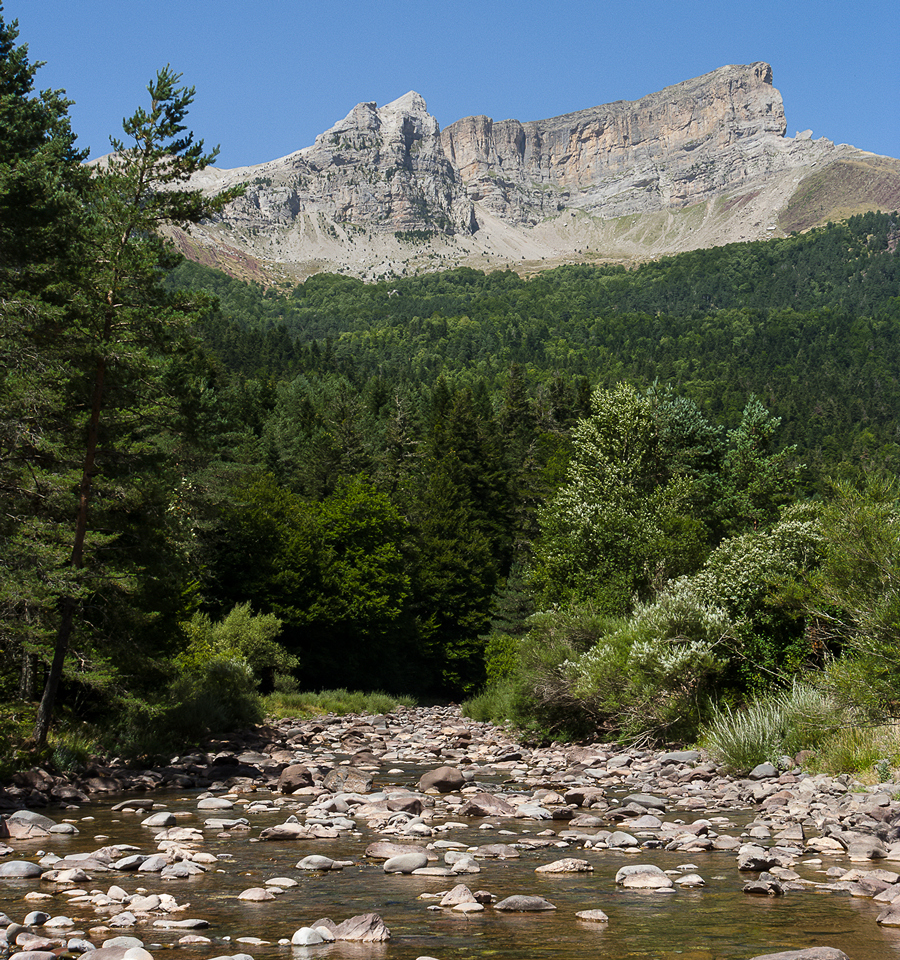

Het Natuurpark Valles Occidentales (Spaans: Parque natural de los Valles Occidentales, Aragonees: Parque Natural d'as Vals Occidentals) is een natuurpark in Aragón in Spanje. Het natuurpark werd opgericht in 2006 en is 27073 hectare groot. Het natuurpark omvat het berglandschap in de Pyreneeën waar de Veral, Aragón Subordán, Osia, Estarrún en Lubierre ontspringen. In het park komt bruine beer en auerhoen voor.